# Gongylidium
Gongylidium es un género de arañas araneomorfas de la familia Linyphiidae. Se encuentra en la zona paleártica.

## Lista de especies
Según The World Spider Catalog 12.0:
- Gongylidium baltoroi Caporiacco, 1935
- Gongylidium gebhardti Kolosváry, 1934
- Gongylidium rufipes (Linnaeus, 1758)
- Gongylidium rugulosum Song & Li, 2010
- Gongylidium soror Thaler, 1993